# 莫斯塔
莫斯塔，是馬耳他的市镇，位于馬耳他島西北部。市镇面積为6.8平方公里，2021年人口数量为23,482人。第二次世界大戰期間，納粹德國在1942年4月9日向該鎮擲下炸彈，打穿鎮上的教堂圓形屋頂。

## 外部連結
- 官方网站  （马耳他文） （英文）
- 【馬爾他】莫斯塔圓頂教堂 Rotunda of Mosta （页面存档备份，存于）